# لومبي
لومبي هو مجتمع مختلط الأعراق يقع في الأصل في مقاطعة روبسون، ولاية كارولينا الشمالية، ويدعون أنهم ينحدرون من عدد لا يحصى من القبائل الأصلية التي سكنت المنطقة سابقاً.
أظهرت الأبحاث الجينية أن بعض أفراد المجتمع ينحدرون بشكل كبير من أصول أفريقية وأوروبية، مع وجود قدر أقل من الأصول الوراثية الأمريكية الأصلية. ولكن تُظهر السجلات التاريخية أن العديد من أسلاف لومبي تم تسجيلهم على أنهم من الأمريكيين الأصليين. كان الأحرار الملونون في الجنوب الأمريكي ينحدرون من أصل أفريقي أو أمريكي أصلي.
وقد تبين أن مجتمع لومبي له صلات بمجموعات معزولة ثلاثية الأعراق أخرى، مثل شعب ميلونغيون.
أخذ مجتمع لومبي اسمهم من نهر لامبر، الذي يتعرج عبر مقاطعة روبسون. تعد مدينة بيمبروك بولاية كارولاينا الشمالية مركزهم الاقتصادي والثقافي والسياسي. وفقًا لتقرير تعداد الولايات المتحدة لعام 2000، فإن 89% من سكان بلدة بيمبروك هم من لومبي، و40% من سكان مقاطعة روبسون هم من لومبي. اعترفت ولاية كارولاينا الشمالية بقبيلة لومبي في عام 1885. وفي عام 1956، أقر الكونغرس الأمريكي قانون لومبي، الذي اعترف بمجتمع لومبي باعتبارهم من الهنود الأمريكيين لكنه حرمهم من فوائد القبيلة المعترف بها على المستوى الفيدرالي.
عارضت جميع قبائل شيروكي المعترف بها في الولايات المتحدة بشدة الاعتراف الفيدرالي بلومبي كقبيلة أمريكية أصلية.
في عام 2025، وقع الرئيس دونالد ترامب أمرًا تنفيذيًا لتعزيز الاعتراف بالقبيلة.